# Mare mediterraneo (idrografia)

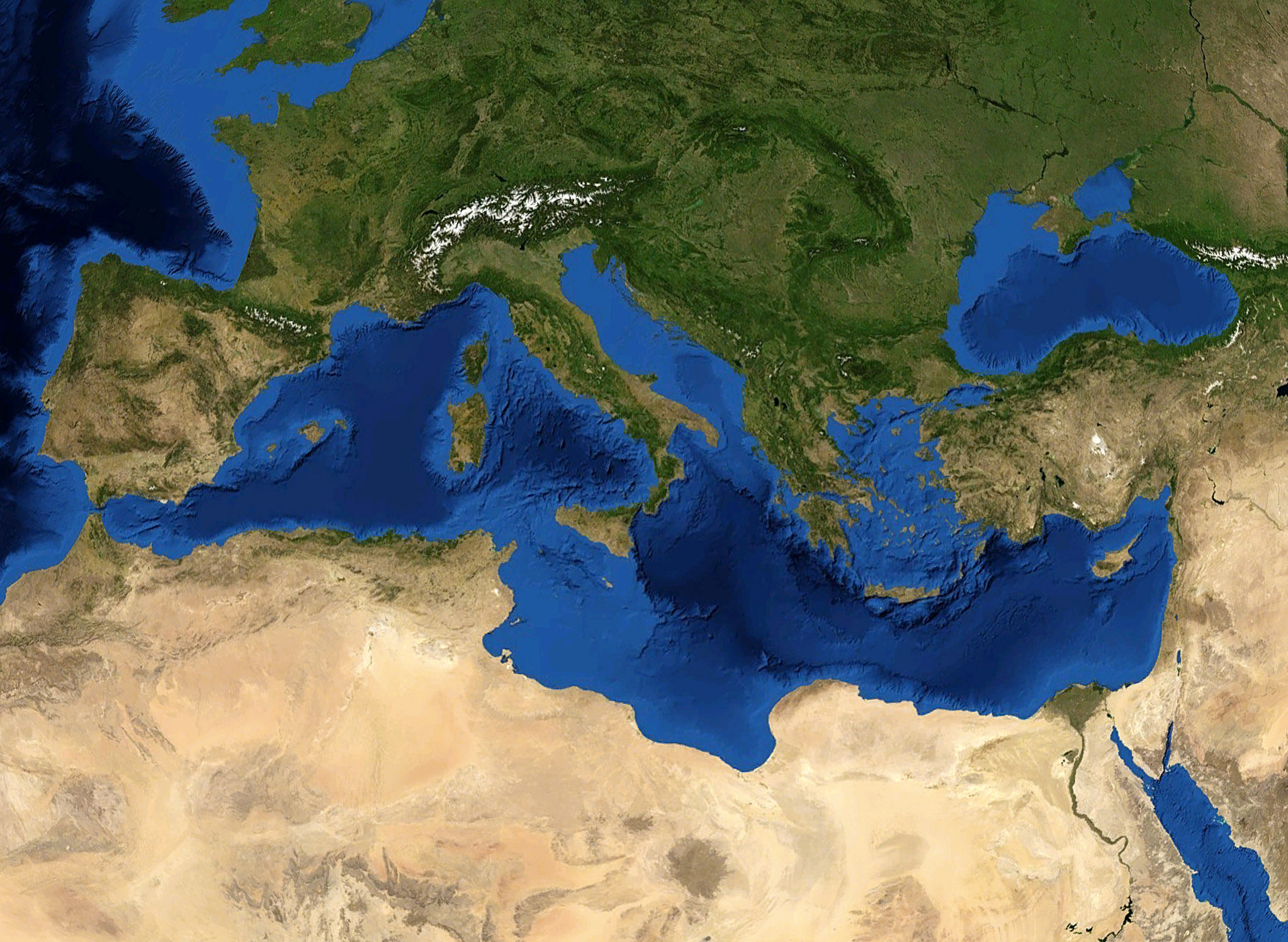
Il mar Mediterraneo, che ha dato il nome all'intera tipologia

Un mare mediterraneo è un tipo di mare interno. Rispetto a un generico mare interno, il mare mediterraneo si contraddistingue per la sua vastità e per il fatto di bagnare continenti o subcontinenti diversi.
Il termine prende origine dal mar Mediterraneo, che è il mediterraneo per antonomasia ed è anche l'unico a essere riportato nelle carte geografiche: gli altri mari mediterranei sono citati solo nella letteratura specializzata di oceanografia, geologia o biologia.

## I mari mediterranei
I mari mediterranei della Terra sono i seguenti, elencati in ordine di grandezza:
- Mar Glaciale Artico, di 14 milioni di km² (talvolta considerato un oceano);
- Mar Mediterraneo Australasiatico, di 7,2 milioni di km²;
- Mar Mediterraneo, di 2,5 milioni di km², da cui deriva il termine usato poi anche per gli altri specchi acquei elencati;
- Mar Mediterraneo Americano, comprendente Mar dei Caraibi, Golfo del Messico e la zona di mare compresa tra Cuba e le Bahamas, di 2,7 milioni di km²;[2]
- Mar Baltico, di 377.000 km²;
- Mar Nero, di 436 400 km², a sua volta collegato al Mar Mediterraneo attraverso lo stretto del Bosforo, il mar di Marmara e i Dardanelli;
- Mar del Giappone, di 978 000 km²;
- Mar Giallo, di 417 000 km2.